# Великий понедельник
Вели́кий понеде́льник (греч. Μεγάλη Δευτέρα), Страстно́й понедельник — понедельник Страстной недели. В этот день воспоминается ветхозаветный патриарх Иосиф, проданный братьями в Египет, как прообраз страдающего Иисуса Христа, а также евангельское повествование о проклятии Иисусом бесплодной смоковницы, символизирующей душу, не приносящую духовных плодов — истинного покаяния, веры, молитвы и добрых дел.

## Евангельский рассказ
Поутру же, возвращаясь в город, взалкал; и увидев при дороге одну смоковницу, подошел к ней и, ничего не найдя на ней, кроме одних листьев, говорит ей: да не будет же впредь от тебя плода вовек.
— Мф. 21:18-19
После этого Иисус пришёл в Иерусалимский Храм, где рассказал притчи о двух сыновьях и о злых виноградарях.

## Богослужение

### Православная церковь

#### Утреня

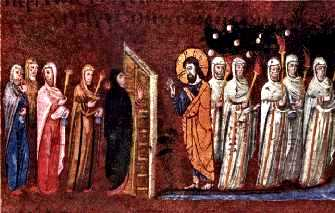
Притча о десяти девах — миниатюра из Россанского Евангелия

С Великого понедельника начинается предписанное Типиконом чтение всей Псалтири (кроме 17-й кафизмы), которое продолжается первые три дня Страстной седмицы. Утреня совершается по чину великопостной, то есть после шестопсалмия поётся Аллилуиа со стихами. Затем хор троекратно исполняет особый тропарь первых трёх дней Страстной седмицы:
Се Жени́х гряде́т в полу́нощи, / и блаже́н раб, его́же обря́щет бдя́ща: / недосто́ин же па́ки, его́же обря́щет уныва́юща. / Блюди́ у́бо душе́ моя́, / не сном отяготи́ся, / да не сме́рти предана́ бу́деши, / и Ца́рствия вне затвори́шися, / но воспряни́ зову́щи: / Свят, Свят, Свят еси́ Бо́же, / Богоро́дицею поми́луй нас.
Вот, Жених (то есть Христос) приходит в полночь. Блажен тот раб, которого Он найдёт бодрствующим, и недостоин тот, которого Он найдёт спящим. Будь внимательна, душа моя, чтобы не быть отягощённой сном, быть преданной смерти и остаться за затворёнными дверями Царства. Но восстань, взывая: Свят, свят, свят еси Боже, молитвами Богородицы помилуй нас.
Этот тропарь, являясь реминисценцией притчи о десяти девах, напоминает верующим о Страшном суде и призывает их к духовному бодрствованию. Во время пения тропаря совершается по обычаю (отсутствующему в Типиконе) полное каждение храма и молящихся.
После чтения рядовой кафизмы из Псалтири молящимся предлагается евангельский рассказ о проклятии бесплодной смоковницы и две притчи (о двух братьях и злых виноградарях) (зачало 84: Мф. 21:18-43). Канон утрени Великого понедельника представляет собой трипеснец (то есть содержит только три песни из девяти возможных: первую, восьмую и девятую) Космы Маюмского. После окончания канона хор троекратно поёт ексапостиларий (светилен) первых четырёх дней Страстной седмицы (реминисценцию притчи о брачном пире):
Черто́г Твой ви́жду, Спа́се мой, украше́нный, / и оде́жды не и́мам, да вни́ду в Онь: / просвети́ одея́ние души́ моея́, / Светода́вче, и спаси́ мя.
Вижу Твой украшенный (брачный) Чертог, Спаситель, но не имею (достойной) одежды, чтобы войти в Него. Просвети одежды души моей, Дарующий свет, и спаси меня.
Упоминаемый в ексапостиларии чертог представляет собой, по мнению толкователей, горницу Тайной вечери, и молящимся предлагается, таким образом, задуматься о том, насколько достойны они быть свидетелями и участниками событий Страстной седмицы. Уставом предусмотрено, что этот важный ексапостиларий должен исполняться канонархом посреди храма со свечой в руках, а молящиеся совершают земной поклон.
В греческих Церквах утреня Великих понедельника, вторника и среды называется «Утреней Жениха», в собственно понедельник из алтаря торжественно выносится и полагается посреди храма икона «Жених Церкви», изображающая Христа в терновом венце.

#### Часы

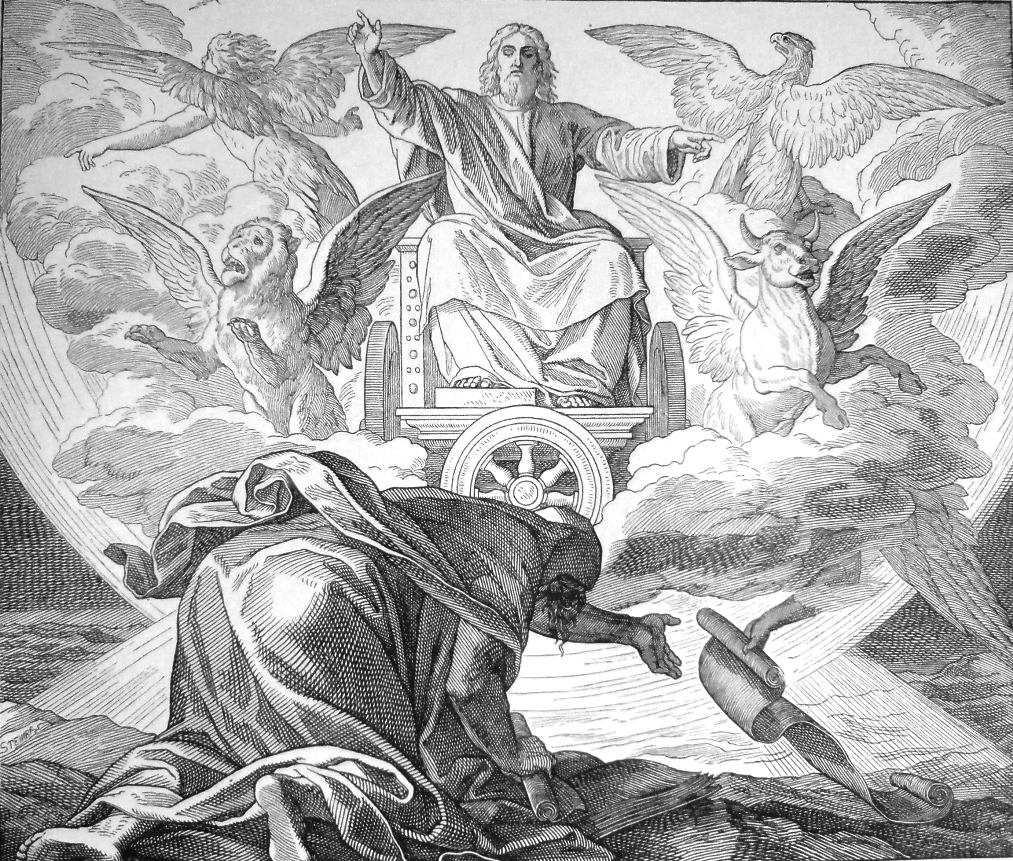
Видение Иезекииля (Гюстав Доре)

В Великий понедельник и два последующих дня часы совершаются по образцу великопостных — с земными поклонами на тропарях каждого часа и на молитве Ефрема Сирина. Особенностью часов этих трёх дней являются:
- Чтение Евангелия на каждом часе. Типиконом предлагается прочесть за эти три дня четыре Евангелия полностью (за исключением повествования о Страстях Христовых). В современной приходской практике чтение Евангелия на часах начинается гораздо раньше — на второй седмице Великого поста, так что в Великий понедельник, вторник и среду читается уже Евангелие от Иоанна.
- На шестом часе читается не Книга пророка Исайи (как в будние дни шести предыдущих седмиц), а первые главы пророка Иезекииля. В Великий понедельник прочитывается отрывок Иез. 1:1-20 — видения славы Божией, почивающей на таинственных херувимах (животных с четырьмя лицами и шестью крыльями).

#### Литургия
Совершается литургия преждеосвященных даров. Стихиры на «Господи, воззвах» возвращают молящихся к обстоятельствам, предшествовавшим входу в Иерусалим: пророчеству Христа о Его грядущих смерти и воскресении, просьбе Саломеи и её сыновей о привилегированных местах в будущем Царстве, беседе с апостолами о первенстве через служение ближним. Эти же стихиры указывают и на будущие события: распятие, погребение и воскресение. Характерным примером может служить первая из этих стихир (она же исполняется и «на хвалитех» на утрени):

Грядый Господь к вольней страсти, апостолом глаголаше на пути: се восходим во Иерусалим, и предастся Сын Человеческий, якоже писано о Нем. Придите убо и мы, очищенными смыслы, сшествуим Ему, и сраспнемся, и умертвимся Его ради житейским сластем, да и оживем с Ним, и услышим вопиюща Его: не ктому в земный Иерусалим за еже страдати, но восхожу к Отцу Моему и Отцу вашему, и Богу моему и Богу вашему, и совозвышу вас в горний Иерусалим, в Царство Небесное.
Перевод
Идя на добровольные страдания, Господь говорил на пути апостолам: вот, восходим в Иерусалим, и Сын Человеческий, как написано о Нём, будет предан. Очистив наши помыслы, и мы да придём, и последуем вместе с Ним, и распнёмся, и во имя Его умертвим наши житейские сладости, чтобы ожить с Ним и услышать Его слова: Я восхожу в земной Иерусалим не только для того, чтобы пострадать, но восхожу к Отцу Моему и Отцу вашему, к Богу Моему и Богу вашему. И вместе со Мной Я возведу вас в горний Иерусалим, в Царство Небесное.

В качестве паремий предлагаются:
- 1 глава книги Исход (Исх. 1:1-20), напоминающая о страданиях евреев в Египте и злобе фараона, желавшего смерти новорождённых еврейских мальчиков;
- начало книги Иова (Иов. 1:1-12), где праведности Иова противопоставляется злоба дьявола, желающего искусить праведника.

Далее читается Евангелие о втором пришествии (зачало 98: Мф. 24:3-35). Апостол на литургии не читается. В конце службы читается особый отпуст: «Грядый Господь на вольную страсть нашего ради спасения, Христос, истинный Бог наш, молитвами Пречистыя Своея Матере, святых славных и всехвальных апостол, святых праведных Богоотец Иоакима и Анны и всех святых…».

#### Тема Иосифа

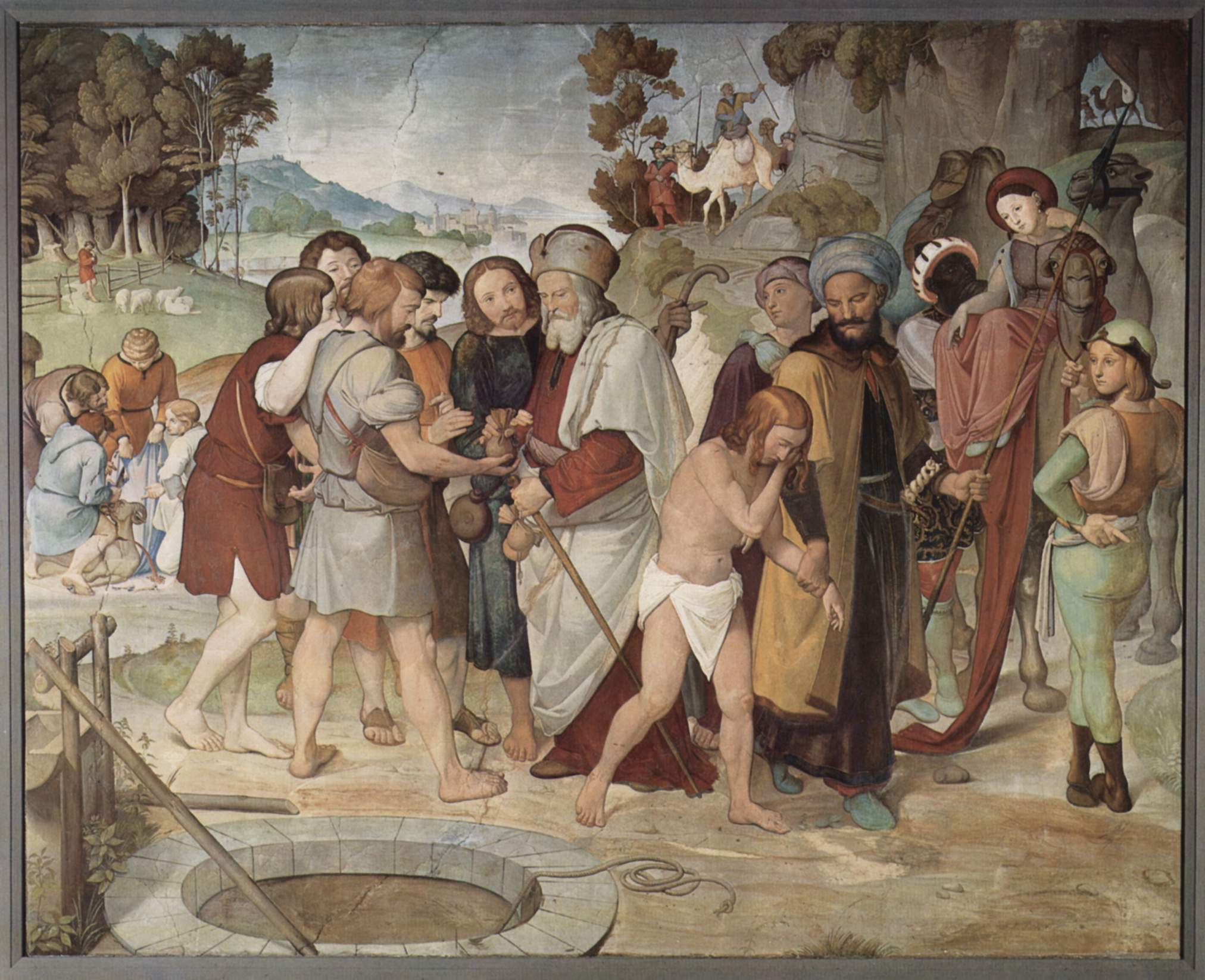
Братья продают Иосифа в рабство
(Фридрих Овербек, 1816—1817)

Богослужение Великого понедельника пронизано воспоминаниями о ветхозаветном Иосифе. В его страданиях от возненавидевших его братьев, его целомудренном воздержании и незаслуженном заключении в темницу Церковь видит прообраз страданий Христовых. В конечном торжестве Иосифа и его возвышении в Египте предызображается воскресение Христово и Его победа над миром. Подобно Иосифу, простившему братьев и питающему их земными благами, Христос примиряет с Собой падшее человечество и питает верных Своими Телом и Кровью. История Иосифа и жены Потифара символически противопоставляется падению прародителей: жена Потифара, подобно Еве, стала сосудом лукавого змея, но Иосиф, в отличие от Адама и подобно грядущему Спасителю, смог противостоять соблазну и остаться чистым от греха; согрешивший Адам устыдился своей наготы перед Богом, а целомудренный Иосиф предпочёл остаться нагим, лишь бы сохранить свою нравственную чистоту. Традиция видеть в истории Иосифа прообраз евангельских событий прослеживается вплоть до апостольских времён и может быть найдена в Деяниях (Деян. 7:9-16).
Типичным примером темы Иосифа может служить икос Великого понедельника:

На рыдание ныне приложим рыдание, и излием слезы со Иаковом, плачущеся Иосифа приснопамятнаго и целомудреннаго, порабощеннаго убо телом, душу же непорабощену соблюдшаго, и Египтом всем царствовавшаго: Бог бо подает рабом Своим венец нетленный.
Перевод
Присоединим рыдание к рыданию и изольем слезы вместе с Иаковом, оплакивающим целомудренного и приснопамятного Иосифа. Он (Иосиф) был порабощен телом, но сохранил свободной душу, и воцарился в Египте. Так Бог дарует Своим рабам венец нетленный.

### Католическая церковь
Литургия совершается обычным порядком. Первое чтение Литургии слова — пророчество о Мессии из книги Исайи (Ис. 42:1-7), евангельское чтение этого дня (Ин. 12:1-11) повествует о том, как сестра Лазаря Мария помазала ноги Иисуса миром. Согласно Евангелию от Иоанна это происходило за день до Входа Господня в Иерусалим, однако читается этот текст в Великий понедельник, так как в субботу читается фрагмент Евангелия, повествующий о воскрешении Лазаря.
Причастное песнопение Великого понедельника взято из Псалма 101 — «Не скрывай лица Твоего от меня; в день скорби моей приклони ко мне ухо Твоё; в день когда воззову к Тебе, скоро услышь меня» (Пс. 101:3).
В амвросианском обряде до литургической реформы Павла VI на мессе читался отрывок Лк. 21:34-38 (предупреждение Иисуса о скором Страшном суде), после реформ — Ин. 12:27-36 (последняя публичная проповедь Христа в Иерусалиме).

### Древневосточные церкви
В западно-сирском, восточно-сирийском, коптском, армянском обрядах богослужение Великого понедельника, как и последующих Великих вторника и среды, характеризуется обилием библейских чтений. Так в восточно-сирском обряде в Великий понедельник читаются Быт. 37:1-23 (завистливые братья намереваются убить Иосифа), Нав. 22:21-30 (Иисус Навин отпускает колена Рувима и Гада в их уделы за Иордан), в этот же день вспоминается воскрешение Лазаря.
В богослужении западно-сирского обряда ночью Великого понедельника совершается особый чин «Восхождения на небеса» (иначе «10 светильников» или «10 дев»). Пресвитеры и диаконы обходят вокруг (или от северных к южным вратам) храма, воспевая псалом 117 и особые гимны, напоминающие «Се, Жених грядет в полунощи». Затем в полной темноте поётся покаянный псалом 50, совершается ряд библейских чтений (в том числе притча о десяти девах (Мф. 25:1-13)), после ектении предстоятель трижды касается крестом алтарной завесы, царские врата и завеса отверзаются, зажигаются все храмовые светильники, и процессия священнослужителей входит в алтарь.
Армянская церковь, подчёркивая особый траурный характер Великого понедельника, как и двух последующих дней, не совершает литургии. В западно- и восточно-сирских обрядах в эти три дня служится литургия преждеосвященных даров.